# Coelonema
Coelonema é um género botânico pertencente à família Brassicaceae.